# Reo Nishida
Reo Nishida (en japonés: 西田玲雄, Nishida Reo; 16 de julio de 2000) es un deportista japonés que compite en saltos de plataforma. Ganó una medalla de bronce en el Campeonato Mundial de Natación de 2025, en la prueba de equipo mixto.

## Palmarés internacional
| Campeonato Mundial | Campeonato Mundial  | Campeonato Mundial | Campeonato Mundial |
| Año                | Lugar               | Medalla            | Prueba             |
| ------------------ | ------------------- | ------------------ | ------------------ |
| 2025               | Singapur (Singapur) | Medalla de bronce  | Equipo mixto       |